# 洪任辉
詹姆斯·弗林特（英語：James Flint；1720年？—？），汉名洪任辉，是18世纪的英国商人和外交家，曾为不列颠东印度公司职员。少年时在广州学习汉文（据学者马士推测，学费是由东印度公司资助)，得以通晓中国语言，长期在广州担任翻译之职。他是英国第一个中文翻译，也是英国东印度公司成立136余年后第一位中文翻译。1759年，他所引发的“洪任辉事件”，是清政府实行广州一口通商的直接原因。

## 洪任辉事件

### 起因
乾隆十九（1754）年，东印度公司想在业务上有所突破，指示洪任辉设法扩大贸易范围，开辟新的贸易港，并派遣时任东印度公司董事喀喇生（Samuel Harrison）前来一同主持此事。
乾隆二十（1755）年，洪任辉在澳门租用葡商华猫殊的商船，选择了宁波为试航港，分两批前往。当时的宁波亦是清朝政府指定的通商口岸；有海关和行店等设施。由于外国船很久没有来此地贸易，因此，洪任辉等人抵达时，受到当地官员热烈的欢迎。因浙海关关税比粤海关低，陋规杂费也比广州方面少，所以从乾隆二十一年至乾隆二十二年间，英国东印度公司都派船去宁波贸易。
为此，广州口岸大受影响，前来贸易的商船比前减少了半数有余，并出现关税锐减的局面。
兩廣總督楊應琚见状，急忙会同闽浙总督喀尔吉善奏请禁止洋船往浙江贸易。乾隆皇帝同意他们的意见，通知浙海关先把关税税率提高一倍，企图藉由加税，使外商无利可图，从而达到不再来宁波贸易的目的。岂料乾隆二十二年，英国东印度公司仍派“欧斯诺”号往宁波贸易。乾隆帝感到以这种增加关税的办法不解决问题，便下令关闭宁波等地口岸，只留广州一口通商。
英国东印度公司见新开辟的事业刚刚有点起色，便遭到清廷干预，于心不甘，因此，便指示洪任辉再往宁波试航一次，如不得要领，可直航天津，设法到乾隆帝的面前去告御状。

### 經過
乾隆二十二年（1757）六月，洪任辉率船攜運大量槍砲軍火等違禁品到達寧波，就增稅之事與官員激烈爭執，閩浙總督楊應琚親赴寧波調處並奏報中央。十一月，乾隆帝裁示禁止英國商船進入寧波，由兩廣總督李侍堯傳諭各國商人限於廣州貿易，提高舟山、寧波、廈門關稅一倍，強制起卸軍火、帆具上岸。
乾隆二十四年（1759），洪任辉接指示后，即于五月九日，由广州出航，佯言乘船回国。但却偷偷地直航宁波。此事为南海县知事所发觉，报告两广总督李侍尧，李通知海防同知密切注视他的行踪。五月三十日，洪任辉坐船到达定海海面时，浙江总兵罗英笏派出水师，不准他驶进宁波。洪任辉按公司的指示，北上天津，停泊在大沽海口炮台水域。当前往检查的官员登上他的海船時，他自稱是英吉利國的四品官，一向在澳門、廣州兩地做生意，因有冤情，廣東地方當局不予作主，所以前來京師鳴冤告狀，把「狀紙」送給直隸總督方觀承，然後轉呈乾隆皇帝御覽。
此“状纸”内容长达七项，但主要有四点：第一，状告粤海关监督李永標纵容家人属吏敲诈勒索，征收陋规杂费68项，核银1000多两；第二，状告资元行老板黎光华，拖欠东印度公司货款5万多两；第三，状告广州官吏不循旧例接见洋人，致使家人属吏敲诈勒索；第四，保商制度弊病甚多，延误外国商船正常贸易的进行。
乾隆皇帝阅後，認為「事涉外夷，關係國體」，命給事中朝詮、福州將軍新柱為欽差大臣赴廣東會同兩廣總督李侍堯查辦審訊。審理結果，粵海关监督李永标被革职处分，海關陋规杂费一體廢除，同時重申外國商船不可赴寧波貿易。洪任辉明知違反律例，不顧地方官多次警告，擅赴天津告状，判罰圈禁于澳门的前山寨，圈禁期满驱逐回国；代写訴狀並呈狀詞的四川商人刘亞匾，以觸犯讼棍教诱主唆、為外夷商謀砌款罪被處死；黎光华家产也公开拍卖抵债，洪任輝供稱指使告狀的徽州商人汪聖儀，與任輝交結、收受英國大班銀一萬三百八十兩，按交結外國互相買賣借貸財物例治罪，但潛逃未獲。

### 結果
洪任辉事件发生后，清廷将广州作为唯一口岸的力度加强，颁布《防夷五事》，规定外商不得在省城过冬；规定行商要加强对外商的管束；禁止行商向外商借债；加强对泊所周围的治安管理；甚至有外商雇人传递信息，也在禁止之列。洪任辉本人也被囚禁在澳门三年（1759年12月至1762年11月），刑满后被带到黄埔乘船遣送回英国，终身不得再返回中国。不过，洪任辉在六年里（1760年至1766年）一共赚了8500英镑，其中的2000英镑是为了补偿他受囚时所承受的“苦难”。

## 事件过后
洪任辉在中国时有许多机会接触到中国的农业生产方式。离开中国后，他与前东印度公司职员塞缪尔·波文（Samuel Bowen；洪任辉是于1759年认识波文）一起把大豆引进北美洲。1770年，洪任辉还与美国政治家、科學家本傑明·富蘭克林通信，讨论华人是如何把大豆制成豆腐，據信英语词「tofu」也是由此引入西方世界。